# Villa Folco (Schio)
La villa Folco, Boschetti, Rizzoli, Folco, Papesso è una villa veneta ubicata a Schio, in provincia di Vicenza.

## Storia
L'edificio sorge ai margini del centro storico, nelle vicinanze della chiesa di san Francesco e dell'ambulatorio medico chirurgico. Commissionato dalla famiglia Folco nella seconda metà del XVIII secolo è quasi certamente da attribuire a Carlo Barrera, presente nello stesso periodo a Schio con numerosi cantieri. Con ogni probabilità non si tratta di una nuova edificazione, ma della riqualificazione di una preesistente villa di campagna. Le scuderie che delimitavano il complesso a sud-est sono andate perdute, mentre il vasto parco di pertinenza è stato pesantemente ridimensionato. Nel tempo la villa ha subìto vari passaggi di proprietà; attualmente è occupata dalla famiglia Papesso.

## Descrizione
Villa Folco ha una semplice struttura: il corpo principale e una lunga pertinenza che si dirama in senso ortogonale rispetto all'edificio residenziale (in origine questa struttura era adibita a foresteria, attualmente convertita a private abitazioni).
La casa padronale risulta compatta e elegante, grazie alle proporzioni attentamente studiate e alla rigorosa simmetria dello stabile, tipica espressione del neoclassicismo. L'edificio è strutturato su tre livelli, evidenziati da fasce marcapiano lisce. Il piano nobile dell'edificio è caratterizzato da cinque aperture in linea, tutte dotate di cornice e frontone triangolare; di queste, l'apertura posta centralmente, uguale alle altre ma leggermente più grande, rappresenta l'ingresso principale. La facciata viene nobilitata dalla doppia scalinata in pietra a rampe convergenti, che collega il piano nobile al giardino antistante, lasciando al centro un varco che funge da collegamento diretto ai locali del pian terreno. Il secondo piano è scandito da aperture quadrangolari dotate di cornice e poste in asse con quelle sottostanti. 
La facciata posteriore riprende lo schema di quella frontale, ma le aperture sono prive di cornice e in vece dell'ingresso è posizionato un balcone sormontato da due finestrelle. Nel retro si sviluppa il parco di pertinenza, ridotto drasticamente di dimensioni rispetto al passato, come conseguenza dell'espansione del centro abitato.
Gli interni della residenza conservano alcuni pregevoli caminetti e porte settecentesche con fregio nel salone centrale del piano nobile e pavimenti alla veneziana originali.
La lunga barchessa del complesso consiste in una lineare struttura ritmata da finestre al piano primo e sottotetto e da più ampi accessi a terra. 
Il complesso frontalmente è delimitato da un muro di cinta; i pilastri della cancellata d'ingresso sono ornati con statue attribuite a Orazio Marinali, forse rappresentanti la primavera e l'estate.